# Jean-Georges Hoffet
Pour les articles homonymes, voir Hoffet.
Jean-Georges Hoffet (1803-1877) est un pédagogue français, directeur d'un pensionnat lyonnais, membre de sociétés savantes lyonnaises et auteur de manuels.

## Biographie
Jean-Georges Hoffet naît à Strasbourg le 2 avril 1803, fils de Jean Tobie Hoffet et Marie-Magdeleine Rondolffe. Il se marie à Lyon en 1829, avec Amélie Marie Morin, dont la famille est originaire de Dieulefit dans la Drôme,. 
Il est brièvement professeur de classe élémentaire au Gymnase protestant et étudiant à la séminaire protestant de Strasbourg, puis il est aumônier du lycée Louis-le-Grand de 1825 à 1827. Il s'installe à Lyon où il fonde un pensionnat de garçons en 1827. Il est actif dans le quartier de La Croix-Rousse — qui est alors une commune indépendante jusqu'à son rattachement à Lyon en 1852 —, comme conseiller municipal (1843-1848) et au sein du comité d'instruction primaire. Il est cofondateur de la Société nationale d'éducation de Lyon en 1830. Il est membre de la Société linnéenne de Lyon (1836-1876), où il exerce les fonctions de bibliothécaire et de trésorier durant plusieurs années. Il est membre fondateur de la Société de géographie de Lyon, et de la société protectrice des animaux de Lyon et de Nyon. Il est chargé d'inspecter les écoles protestantes du département du Rhône (1850-1856), puis des écoles du troisième arrondissement de Lyon. Il fonde une société de moralisation et de secours pour les ouvriers alsaciens, suisses et allemands, dont il est président et qui propose des repas, des cours quotidiens, une bibliothèque et un dispensaire.
Il est l'auteur de manuels de français et de mathématiques.

## Distinctions
- 1836 : officier d'académie[2]
- 1876 : colauréat du prix Halphen (Académie des sciences morales et politiques)[4].